# Juice (canção de Lizzo)
"Juice" é uma canção gravada pela cantora norte-americana e rapper Lizzo, lançada em 4 de janeiro de 2019 pela Atlantic Records como o primeiro single de seu terceiro álbum de estúdio, Cuz I Love You. O single foi escrito por Lizzo, Theron Thomas, Sam Sumser, Sean Small e Ricky Reed; o último também lidou com a produção da música.

## Performances ao vivo
Lizzo cantou a música no The Ellen DeGeneres Show, The Today Show e Jimmy Kimmel Live! e The Tonight Show Starring Jimmy Fallon.

## Histórico de lançamento
| Região         | Data                 | Formato                    |
| -------------- | -------------------- | -------------------------- |
| Mundo          | 4 de janeiro de 2019 | Download digital streaming |
| Estados Unidos | 2 de abril de 2019   | Contemporary hit radio     |
| Estados Unidos | 8 de abril de 2019   | Adult contemporary         |

## Créditos
Créditos adaptado do Tidal.
- Lizzo - artista principal, compositor
- Theron Thomas - compositor, vocais de fundo
- Ricky Reed - compositor, produtor, guitarra, teclados, programação
- Sam Sumser - compositor
- Sean Small - compositor
- Nate Mercereau - produtor adicional, violão
- Asha Maura - vocais de fundo
- Quinn Wilson - vocais de fundo
- Shelby Swain - vocais de fundo
- Jesse McGinty - saxofone
- Lemar Guillary - trombone
- Michael Cordone - trompete
- Victor Indrizzo - percussão
- Robin Florent - misturador
- Manny Marroquin - misturador
- Scott Desmarais - misturador
- Chris Gehringer - mestre
- Ethan Shumaker - engenheiro
- Bill Malina - engenheiro
- Ruble Kapoor - engenheiro assistente

## Certificações
| País (Empresa)        | Certificação |
| --------------------- | ------------ |
| Canadá (Music Canada) | Ouro         |
| Brasil (PMB)          | Ouro         |
| Itália (FIMI)         | Ouro         |
| Reino Unido (BPI)     | Prata        |
| Estados Unidos (RIAA) | Ouro         |